# Поромець-ΙΙ
Поромець-ΙΙ (біл. вёска Поромець-ΙΙ) — село в складі Вілейського району Мінської області, Білорусь. Село підпорядковане Нарочанській сільській раді, розташоване в північній частині області.